# 納戈維耶湖
56°50′N 31°36′E / 56.833°N 31.600°E
納戈維耶湖（俄语：Наговье），是俄羅斯的湖泊，位於該國西北部特維爾州，由托羅佩茨區負責管轄，長5.3公里、寬2.4公里，面積7.9平方公里，海拔高度218米，湖岸線長度19.1公里，集水區面積192平方公里。